# Boxeo femenino
El boxeo femenino es un deporte de combate. Es análogo al boxeo masculino en sus características esenciales, salvo pocas adecuaciones llevadas a cabo para facilitar su práctica por mujeres. Es practicado tanto de forma amateur como profesional.
Apareció por primera vez en los Juegos Olímpicos en una demostración en 1904, pero no fue sino hasta los Juegos Olímpicos de Londres 2012 que fue incluido, siendo el deporte que más años ha tardado en ser incluido en la historia debido a prejuicios de género. A pesar de lo anterior, su práctica ya se había extendido durante la primera mitad del siglo XX y contaba con el apoyo de diversos entes deportivos reconocidos, incluyendo la Asociación Mundial de Boxeo (AMB), el Consejo Mundial de Boxeo (CMB), la Organización Mundial de Boxeo (WBO u OMB), la Federación Internacional de Boxeo (IBF o FIB) y la Asociación Internacional de Boxeo de Mujeres (WIBA). Estas cinco organizaciones son los principales entes que rigen el boxeo femenino y los combates por títulos mundiales en boxeo femenino.

## Historia

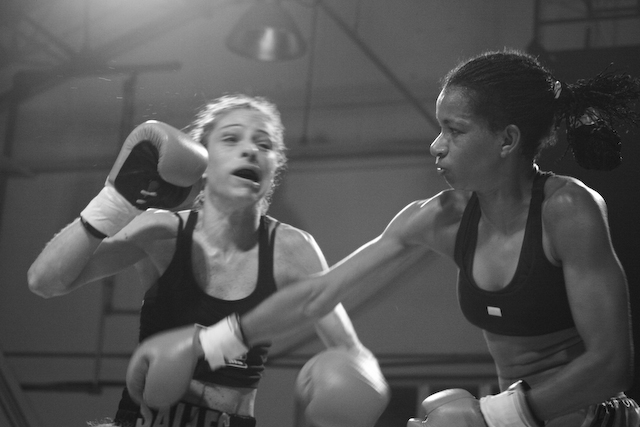
La boxeadora brasileña Adriana Salles recibe un recto de Renata Cristina Dos Santos Ferreira.

En el Reino Unido, existen combates deportivos entre mujeres, registrados ya a comienzos del siglo XVIII. La campeona más antigua de que se tenga registro es la londinense Elizabeth Wilkinson, en 1722.
La primera pelea de boxeo en los Estados Unidos se produjo en 1876 entre Nell Saunders y Rose Harland.
En 1954 se transmitió por primera vez por televisión una pelea de boxeo entre mujeres, siendo una de las púgiles Barbara Buttrick, una de las boxeadoras más famosas de todos los tiempos.
Entre 1975 y 1978 algunas mujeres solicitaron licencias para boxear, ante los diversos estados de Estados Unidos. Particularmente importante fue el juicio exitoso que las boxeadoras Cathy "Cat" Davis, Jackie Tonawanda y Marian "Lady Tyger" Trimiar llevaron adelante contra el estado de Nueva York, ante el rechazo de sus peticiones de licencia. La amplia difusión mediática de estos hechos, orientó la atención pública hacía el boxeo femenino.
Sin embargo la permanencia de restricciones y prejuicios contra el boxeo femenino llevó en 1987 Marian "Lady Tyger" Trimiar a realizar una huelga de hambre de un mes, por los derechos de las mujeres en el boxeo. En 1992, la boxeadora Gail Grandchamp de Massachusetts, logró que la Corte Suprema del estado reconociera su derecho a boxear, luego de ocho años de juicio. La Corte sostuvo que era ilegal que un funcionario denegara la licencia para boxear, con el único argumento del sexo del solicitante. Pese a ello Grandchamp no pudo practicar el boxeo, porque ya había superado la edad máxima de 36 años, establecida para los boxeadores amateurs.
En 1993, la asociación USA Boxing, reguladora del boxeo amateur en Estados Unidos, aceptó regular el boxeo femenino en todo el país, luego de que la adolescente Dallas Malloy, de 16 años, le ganara un juicio federal por discriminación.
El 15 de marzo de 1996 se produjo el que es considerado por muchos como el nacimiento del boxeo profesional femenino moderno, entre Christy Martin y Deirdre Gogarty, dentro de un programa en el que la pelea principal era Mike Tyson contra Frank Bruno. La pelea entre Martin y Deirdre, pactada a seis asaltos, resultó sangrienta y sorprendió a la afición de todo el mundo por la violencia de las acciones, ensombreciendo al evento principal.
Ese mismo año de 1996, la Asociación de Boxeo Amateur del Reino Unido derogó la prohibición de boxear para las mujeres que databa de 1880. En julio de 1997 se realizó el primer campeonato de boxeo femenino de los Estados Unidos. En los años siguientes otros países fueron autorizando y organizando el boxeo femenino, consagrándose campeonas mundiales en todas las categorías.

## Reglamento
La práctica del boxeo femenino está sujeta a reglas especialmente establecidas. La Asociación Mundial de Boxeo dispuso las siguientes reglas específicas para ser aplicadas al boxeo femenino:
1. Duración: los combates por título mundial serán a 10 asaltos de 2 minutos de duración cada uno. Es decir, se trata de peleas más cortas que en el boxeo masculino, cuyos combates por el título son a 12 asaltos de 3 minutos cada uno.
2. Protectores: es obligatorio utilizar protectores de pecho y pelvis.
3. Guantes: los guantes serán de 8 onzas en las categorías hasta 147 libras (peso wélter incluido), y de 10 onzas para los pesos superiores.
4. Test de embarazo: cada boxeadora deberá acreditar que no se encuentra embarazada, con una prueba de embarazo antes de cada pelea.
5. Cosméticos y cabello: no se podrá usar cosméticos y el cabello debe estar sujetado con trenzas o con una coleta.

## Categorías
Véase también: Boxeo

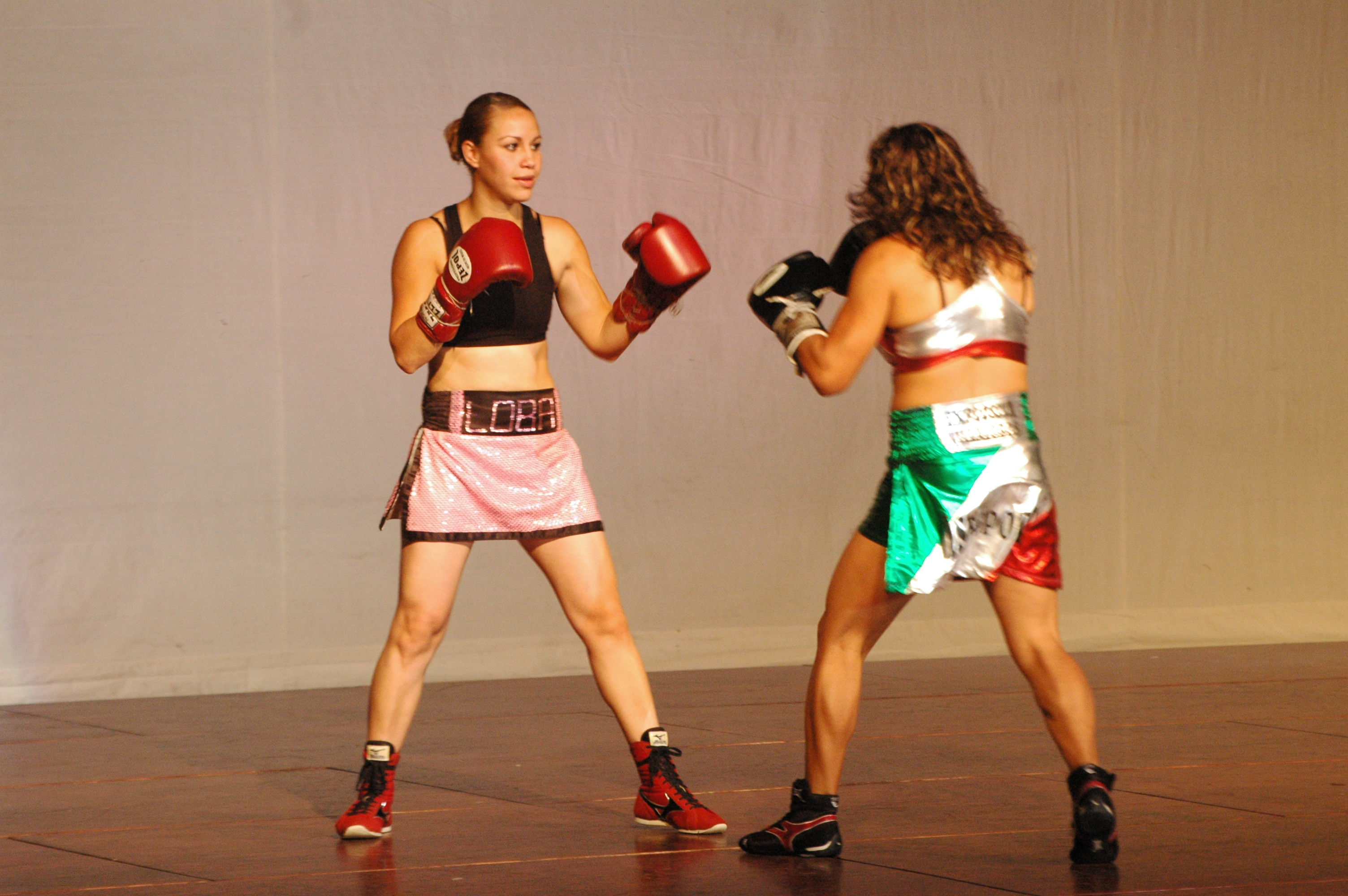
Boxeadoras Mary y Loba hacen una demostración en el Instituto Tecnológico y de Estudios Superiores de Monterrey, Campus Ciudad de México.

El boxeo femenino también presenta diferencias con respecto al boxeo masculino en materia de categorías por peso. En este caso la situación del boxeo femenino amateur es diferentes del boxeo femenino profesional.
En el boxeo profesional las categorías masculinas y femeninas son iguales, con solo dos diferencias:
- En el boxeo femenino no existe la categoría peso crucero.
- En el boxeo femenino la categoría peso pesado agrupa a las boxeadoras de más de 175 libras (79,37 kg), a diferencia del boxeo masculino, en la que el peso pesado tiene su límite inferior en 200 libras (90,72 kg).

En el boxeo amateur todas las categorías tienen límites inferiores y superiores diferentes, según se trate de boxeo femenino o masculino. Por regla general, en cada categoría, cuando se trata de boxeo femenino, tiene límites más bajos que su equivalente entre los varones. Por otra parte en el boxeo femenino amateur existe la categoría peso mínimo (hasta 46 k), que no existe para los varones. Otra diferencia es que, en la categoría peso superpesado, mientras que entre los hombres no tiene límite máximo, entre las mujeres se ha establecido como límite máximo el de 86 kilos (189,6 lb).

## Práctica en diversos países
El boxeo femenino es muy popular en los Estados Unidos, país que encabeza la práctica del deporte. 
Entre los países de habla hispana es popular en la Argentina, impulsado por una exitosa telenovela, Sos mi vida, en la que la actriz uruguaya Natalia Oreiro interpreta a una boxeadora, y la existencia de campeonas mundiales profesionales, como la Tigresa Acuña, Alejandra Oliveras, Carolina Duer, Claudia Andrea López y Yésica 'la Tuti' Bopp.
México cuenta con varias campeonas mundiales y boxeadoras ubicadas en los primeros puestos de la clasificación, como Ibeth Zamora Silva, Mariana Juárez, Zulina Muñoz, Arely Muciño, Ana María Torres y Jackie Nava.
En España el boxeo femenino no es muy popular y se practica principalmente a nivel amateur. Entre las boxeadoras españolas destaca María Jesús Rosa.

## Otras organizaciones, torneos y campeonatos de boxeo femenino, además de la OMB, AMB, CMB y FIB

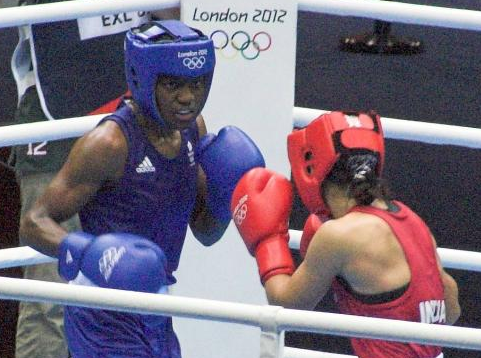
Boxeo femenino olímpico.

- Asociación Internacional de Boxeo de Mujeres (WIBA)
- Asociación Internacional de Mujeres Boxeadoras (IFBA)
- Federación Internacional de Boxeo de Mujeres (IWBF)
- Federación de Boxeo Internacional de Mujeres (WIBF)